# Куцумбли
Куцумблѝ (на гръцки: Γεφύρι Κουτσουμπλή) е османски каменен мост, разположен на пътя между Жужел и Борботско, Костурско, Гърция.
Мостът е строен в края на XVIII – началото на XIX век. Вероятно дължи името си на строителя или на човека, финансирал изграждането му. Общата дължина на сводестия полуцилиндричен мост е над 30 m, а ширината му e 2,5 m. Смятан е за един от най-красивите в Западна Македония. В ключовия камък има релеф на глава. Майстори на моста са Георгиос Димос, Цямохристос и братя Галанис от Борботско.
В 1988 година мостът е обявен за паметник на културата.